# Лікоподій
Лікоподій (лат. Lycopódium) — зрілі сухі спори різних видів рослин роду плаунів, в основному плауна булавовидного. Містить до 50% олії, гліцерин та інші сполуки.
В медицині використовують як дитячу присипку, а також в гомеопатії.
В народній медицині спори плаунів використовують як засіб загоювання для засипання ран, опіків, обморожень, при екземах, фурункулах, лишаях. Стебла використовують при захворюваннях сечового міхура, печінки, дихальних органів, при нетримання сечі, болях в шлунку, при геморої, диспепсіях та ревматизмі.
У металургії використовується при литві металу для обсипки форм — при їх згоранні утворюється шар газів, який перешкоджає прилипанню виробів та надають металу гладку поверхню.
У піротехниці спори деколи додають до складу бенгальських вогнів.
Заготівлю лікоподію проводять у кінці літа — на початку осені, після пожовтіння спороносних колосків. Колоски зрізають ножицями або гострим ножем, зазвичай у вологу погоду, складають у торбинки із щільної тканини, після чого сушать на відкритому повітрі та просіюють через дрібне сито для відокремлення спор.